# قائمة قلاع العراق
القَلْعَة هو حصن منيع يشيَّد في موقع يصعب الوصول إليه، وغالبًا ما يكون على قمة جبل أو مشرفًا على بحر، وقد وجد بعضها مشيداً على أرض منبسطة.

## قائمة قلاع العراق
تحتوي هذه القائمة على أسماء القلاع في العراق.
| م  | اسم                 | موقع             | صورة                                               | ملاحظات |
| -- | ------------------- | ---------------- | -------------------------------------------------- | --- |
| 1  | قلعة بغداد          | بغداد الرصافة    | تحميل صورة                                         | |
| 2  | قلعة الطيور         | بغداد الكرخ      | تحميل صورة                                         | |
| 3  | حصن الأخيضر         | كربلاء           |                                                    | يقع قصر الأخيضر في جنوب غرب كربلاء على بعد خمسين كيلو متراً منها، وبنحو 192 كيلو متراً جنوب غربي بغداد، وهو يعد من أعظم وأروع الآثار الإسلامية القائمة لا في العراق فحسب بل في العالم أجمع، ومن مراكز السياحة الجذابة في الشرق الأوسط، حيث ينفرد بفخامته وهندسته العجيبة. وتعلل تسميته بهذا الأسم لأخضرار الأرض القائم فوقها، ودعى العقيق المجاور له بالأبيض لبياض حصده ورماله. |
| 4  | قلعة هيت            | الأنبار          | ملف:Hit Castle 2024 01.jpg، Hit Castle 2024 02.jpg | |
| 5  | حصن بشير            | بين بغداد والحلة | تحميل صورة                                         | |
| 6  | قلعة أربيل          | أربيل            |                                                    | قلعة أربيل (بالكردية: قەڵای ھەولێر، Qelay Hewlêr) قلعة وحصن أثري تقع فوق تل ومركز مدينة أربيل في كردستان العراق. أُدرجت القلعة على قائمة التراث العالمي منذ 21 يونيو 2014. |
| 7  | قلعة دوين           | أربيل            | تحميل صورة                                         | تعد قلعة دوین إحدى أهم القلاع الدفاعية للإمارة السورانية تقع على جبل دوين الذي يعد أمتداداً لسلسلة جبال – بيرمام، فضلا عن وقوعها إلى الشمال من أربيل بحدود (40 كم).. وتطل القلعة على " ممرکوري "، وتتضمن منطقة دوين أهم الطرق الرئيسة الواصلة بين أربيل ورواندز وأذربيجان حتى أواخر الحكم العثماني . |
| 8  | قلعة ديري           | أربيل            | تحميل صورة                                         | تقع قلعة ديري شمال مدينة أربيل بحدود (40 كم) على يسار الطريق الواصل بینها وبین داره بزماره، وإلى شمال غرب قرية ديري ولهذا سميت باسمها. |
| 9  | قلعة إيج            | أربيل            |                                                    | تقع قه ڵا ى پاشاى گه وره قلعة الأمير الكبير شمال مدينة رواندز، تسمى إيج قلعة(القلعة الداخلية) ويسميها أهل المنطقة (أسقرا). تعد القلعة إحدى أهم قلاع الأمارة السورانية في أربيل. |
| 10 | قلعة أم الرؤوس      | الفلوجة          | تحميل صورة                                         | |
| 11 | قلعة الموصل         | الموصل           |                                                    | أنشئت القلعة في عام 126-128هـ من قبل مروان بن محمد، الاموي وبني الحمدانيون سور الموصل في عام 180هـ ثم تعرضت القلعة للهدم من قبل البساسيري في عام 450هـ وقد عيد أعمارها من قبل شرف الدولة العقيلي عندما عمر الموصل في عام 474هـ 1081م, وأهتم في القلعة في عهد الدولة الاتابيكة في عهد عماد الدين زنكي وابنه نور الدين زنكي في القرن الخامس للهجرة وكانت الحصن الشرقي للدولة الاتابكية وقد هدمهت في حملة هولاكو عام 660 هـ وفي حملة تيمورلانك 726 هـ واعيد أعمارها في عهد الوالي بكر باشا إسماعيل الموصلي مع سور الموصل في عام 1625م واضاف اليها برج عالي وتمت ترميما واعمارها في عهد والي الموصل حسين باشا الجليلي 1743م.                                                                                                  |
| 12 | قلعة الناي          | نهر العظيم       | تحميل صورة                                         | |
| 13 | قلعة تلعفر          | تلعفر            |                                                    | |
| 14 | قلعة خانزاد         | 22 كلم عن أربيل  |                                                    | قلعة خانزاد (قلعة بانمان) هي قلعة تاريخية تقع على تلة بارتفاع 40 متر على طريق أربيل وشقلاوة وتبعد 22 كلم عن أربيل، كما تسمى قلعة بانمان لأنها تقع جنوب قرية بانمان ولهذا سميت باسمها. يعود تاريخ بنائها إلى إمارة سوران وتحديداً في عهد الأمير سليمان الذي بناها إكراماً لزوجته خانزاد |
| 15 | قلعة ذرب            | الديوانية        |                                                    | القلعة هي عبارة حصن مربع الشكل طول كل ضلع فيه 50 متراً وعرض الجدار الخارجي متر واحد وقد شيدت جدرانها بمادة الطابوق والحصى والفرشي المربع الشكل حيث تحتوي على اربعة ابراج عند كل ركن منها نصف دائرة مسقفة بعقود دائرية وتحتوي من الداخل على اقواس على شكل محاريب بارزة نحو الخارج. ووجد داخل القلعة في الضلع الشمالي منها غرفة مصممة على نفس طراز البرج يبدو انها كانت مركز قيادة للسلطة ويحتوي كل برج على سلم جانبي لينتهي بسقف البرج، والبرج محاط من الاعلى بسياج يحتوي على مزاغل تشرف على جميع الجهات لغرض الرصد والمراقبة، ونظرا لضخامة القلعة وارتفاع جدرانها وضعت ثلاث عشرة دعامة من الداخل متصلة بالسياج الداخلي للقلعة مندفعة ما يقارب نصف متر ويبدو من اشكالها انها متصلة ببناء اخر كانت تستعمل كمخازن او اسطبلات. |
| 16 | قلعة دربند (العراق) | بحيرة دوكان      |                                                    | |
| 17 | قلعة سروجك          | برزنجة           |                                                    | |
| 18 | قلعة سفيد (مندلي)   | مندلي            | تحميل صورة                                         | |
| 19 | قلعة سنجار          | الموصل           | تحميل صورة                                         | |
| 20 | قلعة شيروانة        | كلار             |                                                    | |
| 21 | قلعة كركوك          | كركوك            |                                                    | |
| 22 | الحصن المغولي       | الموصل           | تحميل صورة                                         | |